# سفراء الولايات المتحدة الأمريكية في جامايكا
سفراء الولايات المتحدة الأمريكية في جامايكا.

## السفراء
| المبعوث             | الخلفية                              | الصفة                       | التعيين        | تقديم اوراق الاعتماد | انقضاء أجل المهمة         | ملاحظات |
| ------------------- | ------------------------------------ | --------------------------- | -------------- | -------------------- | ------------------------- | ------- |
| إيرفينغ كسلو        | لم يسبق له العمل في السلك الدبلوماسي | مرتبة القائمين بالأعمال     | 16 أغسطس 1962  | غير معروف '          | 1962                      |         |
| وليام دوهرتي        | لم يسبق له العمل في السلك الدبلوماسي | مرتبة السفراء وممثلي البابا | 23 أكتوبر 1962 | 26 نوفمبر 1962       | 25 أبريل 1964             | [ 1 ]   |
| ويلسون بيل، الابن   | لم يسبق له العمل في السلك الدبلوماسي | مرتبة السفراء وممثلي البابا | 1 سبتمبر 1965  | 13 أكتوبر 1965       | 22 أكتوبر 1967            |         |
| والتر توبرينر       | لم يسبق له العمل في السلك الدبلوماسي | مرتبة السفراء وممثلي البابا | 7 نوفمبر 1967  | 11 ديسمبر 1967       | 21 مارس 1969              |         |
| فنسنت دي روليت      | لم يسبق له العمل في السلك الدبلوماسي | مرتبة السفراء وممثلي البابا | 19 سبتمبر 1969 | 23 أكتوبر 1969       | 18 يوليو 1973             | [ 2 ]   |
| سمنر جيرارد         | لم يسبق له العمل في السلك الدبلوماسي | مرتبة السفراء وممثلي البابا | 22 مارس 1974   | 4 يونيو 1974         | 15 أبريل 1977             |         |
| فريدريك إيرفينغ     | موظف في السلك الدبلوماسي             | مرتبة السفراء وممثلي البابا | 26 مايو 1977   | 18 يوليو 1977        | 22 نوفمبر 1978            |         |
| لورين لورنس         | موظف في السلك الدبلوماسي             | مرتبة السفراء وممثلي البابا | 23 مارس 1979   | 12 أبريل 1979        | 9 يوليو 1982              |         |
| وليام ألكسندر هيويت | لم يسبق له العمل في السلك الدبلوماسي | مرتبة السفراء وممثلي البابا | 30 سبتمبر 1982 | 1 نوفمبر 1982        | 14 أكتوبر 1985            |         |
| مايكل سوتيرهوس      | لم يسبق له العمل في السلك الدبلوماسي | مرتبة السفراء وممثلي البابا | 28 أكتوبر 1985 | 12 نوفمبر 1985       | 7 يوليو 1989              |         |
| غلين هولدن          | لم يسبق له العمل في السلك الدبلوماسي | مرتبة السفراء وممثلي البابا | 10 أكتوبر 1989 | 21 نوفمبر 1989       | 1 مارس 1993               |         |
| لاسي رايت، الابن    |                                      | مرتبة القائمين بالأعمال     |                | مارس 1993            | نوفمبر 1994               |         |
| جيروم غاري كوبر     | لم يسبق له العمل في السلك الدبلوماسي | مرتبة السفراء وممثلي البابا | 5 أكتوبر 1994  | 4 نوفمبر 1994        | 27 نوفمبر 1997            |         |
| ستانلي ويس مكليلاند | لم يسبق له العمل في السلك الدبلوماسي | مرتبة السفراء وممثلي البابا | 12 نوفمبر 1997 | 6 فبراير 1998        | القائم الايسر 1 مارس 2001 |         |
| سو ماكورت كوب       | لم يسبق له العمل في السلك الدبلوماسي | مرتبة السفراء وممثلي البابا | 20 يناير، 2001 | 2001                 | 2005                      |         |
| باميلا بريدج ووتر   | موظف في السلك الدبلوماسي             | السفير فوق العادة والمفوض   | 1 ديسمبر 2010  | غير معروف '          | في المنصب حاليا           |         |